# اریک باروسو
اریک باروسو (انگلیسی: Eric Barroso؛ زادهٔ ۴ اکتبر ۱۹۹۰) بازیکن فوتبال اهل اسپانیا است.
از باشگاه‌هایی که در آن بازی کرده‌است می‌توان به باشگاه فوتبال رئال بتیس اشاره کرد.